# Boirs
Boirs (Nederlands: Beurs, Waals: Bwer) is een dorp in de Belgische provincie Luik en een deelgemeente van de gemeente Bitsingen.
Boirs ligt aan de taalgrens in het dal van de Jeker. De dorpskom ligt ten zuiden van de weg van Tongeren naar Wezet die te Beurs een aansluiting heeft met de autosnelweg A13/E313. Ook de spoorlijn van Tongeren naar Aken doorkruist de deelgemeente. Tot 1957 had Boirs zijn eigen station langs de spoorlijn. Boirs is een woondorp in Droog-Haspengouw. Landbouw is er vooral aanwezig in de vorm van akkerbouw. De deelgemeente bestaat verder nog uit het gehucht Once dat zich ten oosten van de dorpskom bevindt.

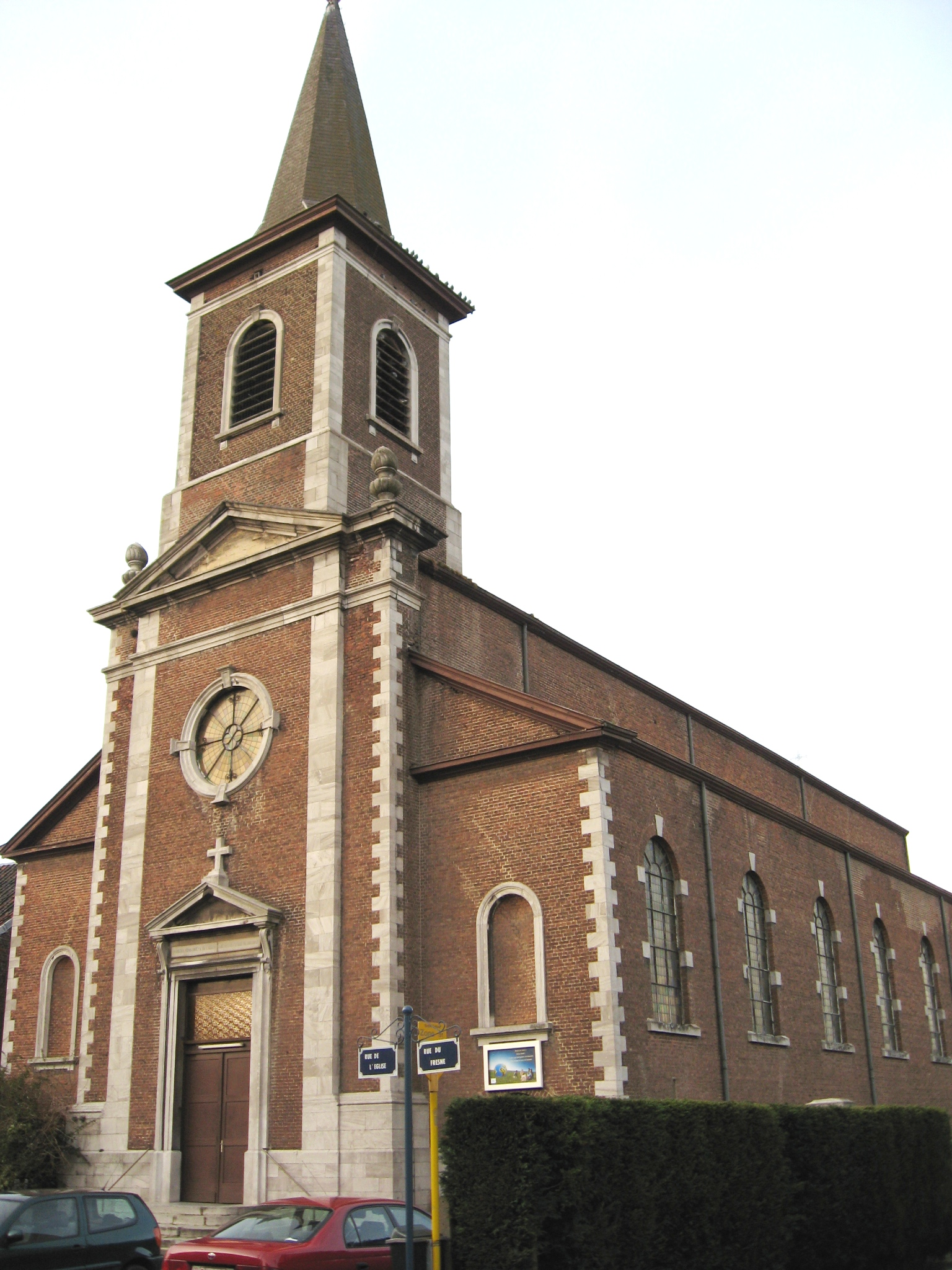
De Sint-Lambertuskerk

## Geschiedenis
Boirs was een heerlijkheid die ondergeschikt was aan het kapittel van de Sint-Lambertuskathedraal te Luik. In de Franse tijd werd Beurs onderdeel van de gemeente Glaaien. De gemeente Boirs ontstond in 1866 toen het gehucht Boirs zich had afgescheiden van Glaaien en samenging met het gehucht Once dat zich had afgescheiden van Houtain-Saint-Siméon. Beide gehuchten vormden samen een nieuwe gemeente die genoemd werd naar het gehucht Boirs dat reeds in 1840 een zelfstandige parochie geworden was.
Boirs was in de 19de en het begin van de 20ste eeuw een dorp van strovlechters. Doordat deze activiteit voortdurend verminderde, daalde het bevolkingsaantal van Boirs continu sinds haar ontstaan. Deze daling werd pas stopgezet na het aanleggen van de autosnelweg zodat er een goede verbinding ontstond met Luik.
Tot 1963 maakte Boirs deel uit van de Nederlandstalige provincie Limburg, maar het werd na de vaststelling van de taalgrens overgeheveld naar de provincie Luik in Wallonië. In 1977 werd de gemeente opgeheven en bij Bitsingen gevoegd.

## Demografische ontwikkeling
- Bronnen:NIS, Opm:1831 tot en met 1970=volkstellingen, 1976= inwoneraantal op 31 december

## Bezienswaardigheden
- De Sint-Lambertuskerk

## Natuur en landschap
Boirs ligt in het dal van de Jeker en vormt samen met buurtschap Oborne een aaneengesloten eenheid. Buiten het dal ligt het open landschap van droog-Haspengouw. Ten zuiden van Boirs ligt de Carrière de Boirs, voormalige krijtgroeve en natuurgebied.

## Nabijgelegen kernen
Glaaien, Rukkelingen, Sluizen, Elst, Slins, Paifve

## Trivia
Sint-Lambertus is de patroonheilige van Boirs.
Deelgemeenten: Bitsingen · Boirs · Eben-Emael · Glaaien · Rukkelingen-aan-de-Jeker · Wonck

Gehucht: Lava

Belgische gemeenten · arrondissement Luik · provincie Luik · Wallonië